# Châtaignier (pomme)
La pomme de Châtaignier est le fruit d'un cultivar de pommier domestique. Plusieurs pommes portent ce nom, des confusions existent...

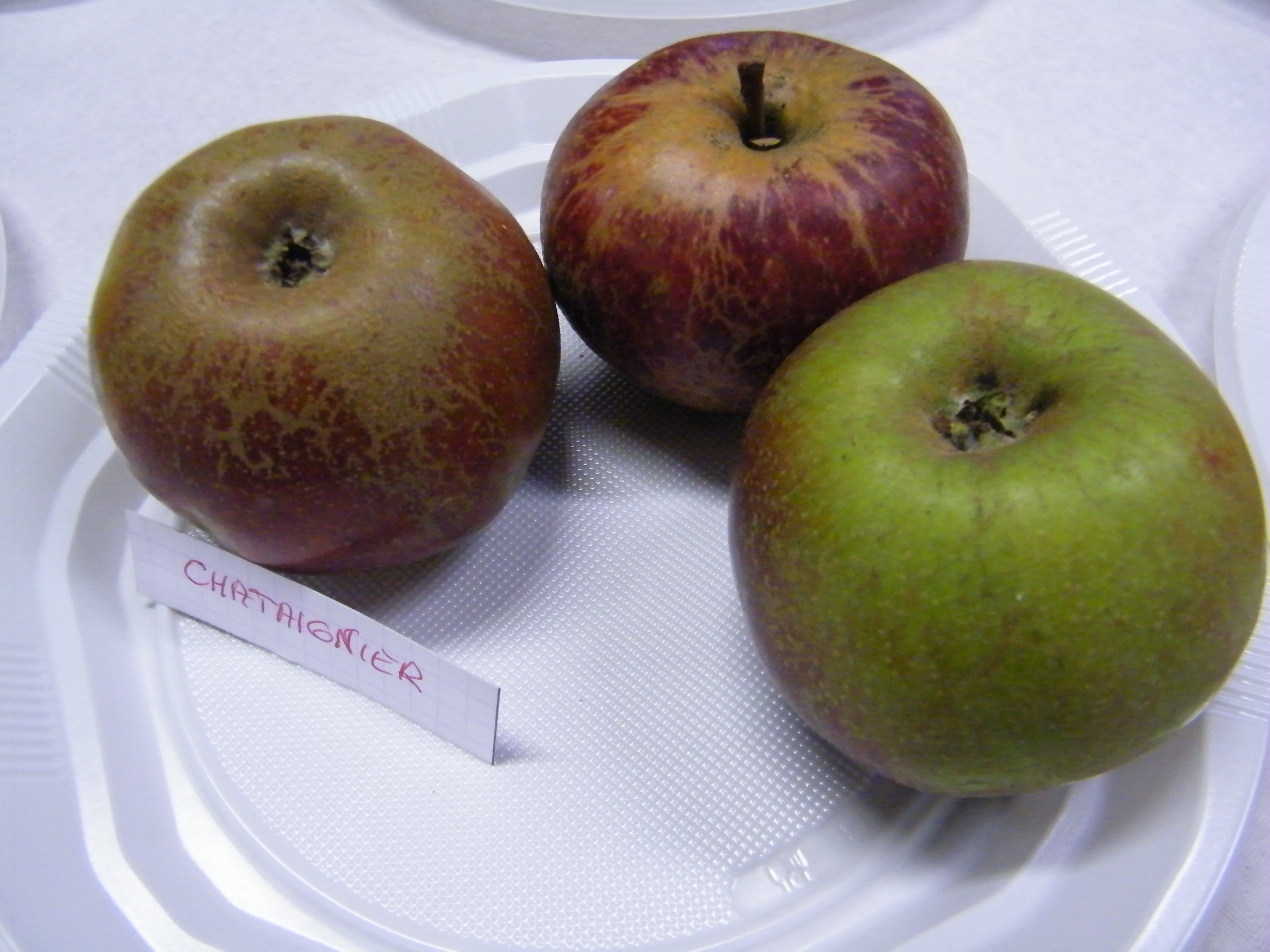
Châtaignier.

Ne pas confondre avec les variétés Châtaigne et Châtaignière.

## Synonymes
- De Chastignier[1].

## Origine
Normandie, Ancienne.

## Description du fruit
- Usage : d'abord, pomme à cidre ; beignets, tartes, compotes.
- Calibre : moyen.
- Forme : sphérique, aplatie à la base, légèrement plus haute que large.
- Lenticelles : petites, allongées, clairsemées et d'une couleur roussâtre[2].

Pour une description détaillée du fruit voir aussi les pomologies : Pomolopedia : Châtaignier, ...

## Pollinisation
cultivar très fertile,
- Groupe de floraison: ???
- S-génotype: ???
- Pollinisateurs: ???

## Maladies
- Tavelure: ???
- Mildiou : ???
- Feu bactérien: ???
- Rouille: ???
- Pucerons: ???

## Culture
- Vigueur du cultivar : très faible[3].
- Porte-greffe : préférer doucin à paradis.
- Consommation : décembre à avril.